# Аргентина на летних Олимпийских играх 1948
Аргентина принимала участие в Летних Олимпийских играх 1948 года в Лондоне (Великобритания) в восьмой раз за свою историю, и завоевала одну бронзовую, три серебряных и три золотых медали. Сборную страны представляла 11 женщин. Это самое большое число участников когда-либо посланных Аргентиной.

## Медалисты
| Медаль  | Спортсмен                                                                                    | Вид спорта      | Дисциплина                         |
| ------- | -------------------------------------------------------------------------------------------- | --------------- | ---------------------------------- |
| Золото  | Паскуаль Перес                                                                               | Бокс            | Мужчины, до 51 кг                  |
| Золото  | Рафаэль Иглесиас                                                                             | Бокс            | Мужчины, свыше 80 кг               |
| Золото  | Дельфо Кабрера                                                                               | Лёгкая атлетика | Мужчины, марафон                   |
| Серебро | Ноэми Портела                                                                                | Лёгкая атлетика | Женщины, прыжки в длину            |
| Серебро | Энрике Сьебургер Эмилио Хомпс Родольфо Ривадемар Руфино Родригес де ла Торре Хулио Сьебургер | Парусный спорт  | 6-метровый R-класс                 |
| Серебро | Карлос Диас Саэнс                                                                            | Стрельба        | Мужчины, скоростной пистолет, 25 м |
| Бронза  | Мауро Сия                                                                                    | Бокс            | Мужчины, до 80 кг                  |

## Результаты соревнований

### Академическая гребля
Соревнования по академической гребле на Олимпийских играх 1948 года проходили в гребном центре в Хенли-он-Темс, где ежегодно проводятся соревнования Королевской регаты. Из-за недостаточной ширины гребного канала в одном заезде могли стартовать не более трёх лодок. В следующий раунд из каждого заезда проходили только победители гонки.
Мужчины
| Соревнование | Спортсмены                    | Предварительный заезд | Предварительный заезд | Предварительный заезд | Отборочный заезд | Отборочный заезд | Отборочный заезд | Полуфинал             | Полуфинал             | Полуфинал             | Финал                 | Финал                 |
| Соревнование | Спортсмены                    | Заезд                 | Время                 | Место                 | Заезд            | Время            | Место            | Заезд                 | Время                 | Место                 | Время                 | Место                 |
| ------------ | ----------------------------- | --------------------- | --------------------- | --------------------- | ---------------- | ---------------- | ---------------- | --------------------- | --------------------- | --------------------- | --------------------- | --------------------- |
| одиночки     | Транкило Кароццо              | 4                     | 7:38,9                | 2                     | 1                | 7:45,0           | 1 Q              | 1                     | 8:12,6                | 2                     | завершил выступление  | завершил выступление  |
| двойки       | Оскар Морено Карлос Самбучети | 2                     | 7:54,2                | 3                     | 2                | 7:45,7           | 3                | завершили выступление | завершили выступление | завершили выступление | завершили выступление | завершили выступление |